# Twin Lakes (Wisconsin)
Twin Lakes ist eine Gemeinde (mit dem Status „Village“) im Kenosha County im US-amerikanischen Bundesstaat Wisconsin. Im Jahr 2010 hatte Twin Lakes 5989 Einwohner.
Twin Lakes ist Bestandteil der Metropolregion Chicago.

## Geografie
Twin Lakes liegt rings um die beiden Seen (Twin Lakes) Lake Mary und Lake Elizabeth im Südosten Wisconsins. Der im Süden von der Grenze zu Illinois begrenzte Ort liegt wenige hundert Meter westlich des Fox River und rund 40 km westlich des Michigansees. Die geografischen Koordinaten von Twin Lakes sind 42°31′52″ nördlicher Breite und 88°14′53″ westlicher Länge. Das Gemeindegebiet erstreckt sich über eine Fläche von 25,25 km², die sich auf 21,18 km² Land- und 4,07 km² Wasserfläche verteilen. 
Nachbarorte von Twin Lakes sind New Munster (6,6 km nordnordöstlich), Silver Lake (7,8 km ostnordöstlich), Wilmot (8 km südöstlich), Spring Grove in Illinois (13,3 km südlich), Richmond in Illinois (8,8 km südwestlich), Genoa City (8,7 km in der gleichen Richtung), Bloomfield (10,5 km westlich), Powers Lake (6 km nordwestlich) und Bohners Lake (13 km nordnordwestlich).
Die nächstgelegenen größeren Städte sind Wisconsins größte Stadt Milwaukee (82,4 km nordnordöstlich), Chicago in Illinois (107 km südsüdöstlich), Rockford in Illinois (85,8 km westsüdwestlich) und Wisconsins Hauptstadt Madison (132 km nordwestlich).

## Verkehr
Westlich des Ortes verläuft der U.S. Highway 12 in Nordwest-Südost-Richtung. Im Gemeindegebiet von Twin Lakes treffen die County Highways F, O und Z zusammen. Alle weiteren Straßen sind untergeordnete Landstraßen, teils unbefestigte Fahrwege sowie innerörtliche Verbindungsstraßen.
Mit dem Westosha Airport befindet sich am östlichen Rand des Gemeindegebiets ein kleiner Flugplatz. Die nächsten Verkehrsflughäfen sind der Milwaukee Mitchell International Airport in Milwaukee (72,3 km nordnordöstlich) und der Chicago O’Hare International Airport in Chicago (81,6 km südsüdwestlich).

## Bevölkerung
Nach der Volkszählung im Jahr 2010 lebten in Twin Lakes 5989 Menschen in 2345 Haushalten. Die Bevölkerungsdichte betrug 282,8 Einwohner pro Quadratkilometer. In den 2345 Haushalten lebten statistisch je 2,55 Personen. 
Ethnisch betrachtet setzte sich die Bevölkerung zusammen aus 96,2 Prozent Weißen, 0,6 Prozent Afroamerikanern, 0,2 Prozent amerikanischen Ureinwohnern, 0,4 Prozent Asiaten, 0,1 Prozent Polynesiern sowie 0000000 Prozent aus anderen ethnischen Gruppen; 1,4 Prozent stammten von zwei oder mehr Ethnien ab. Unabhängig von der ethnischen Zugehörigkeit waren 1,1 Prozent der Bevölkerung spanischer oder lateinamerikanischer Abstammung. 
24,7 Prozent der Bevölkerung waren unter 18 Jahre alt, 63,9 Prozent waren zwischen 18 und 64 und 11,4 Prozent waren 65 Jahre oder älter. 49,7 Prozent der Bevölkerung war weiblich.
Das mittlere jährliche Einkommen eines Haushalts lag bei 57.475 USD. Das Pro-Kopf-Einkommen betrug 30.032 USD. 8,8 Prozent der Einwohner lebten unterhalb der Armutsgrenze.